# Krzysztof Sperski
Krzysztof Sperski (ur. 11 czerwca 1942 w Krakowie) – polski artysta muzyk, wiolonczelista, kameralista, profesor zwyczajny, pedagog, nauczyciel akademicki.

## Edukacja muzyczna
Edukację muzyczną rozpoczął w 1952 pod kierunkiem wiolonczelisty Jana Zaborowskiego w Państwowej Szkole Muzycznej w Gdyni, którą ukończył w 1957. Potem kontynuował naukę gry na wiolonczeli w Średniej Szkole Muzycznej w Gdańsku-Wrzeszczu w klasie Franciszka Pokornieckiego, której dyplom uzyskał w 1963. Studia muzyczne podjął w Państwowej Wyższej Szkole Muzycznej w Sopocie (w 1966 uczelnia została przeniesiona do Gdańska), której dyplom z tytułem magistra sztuki uzyskał w 1969 w klasie Romana Sucheckiego).

## Praca pedagogiczna
W szkolnictwie muzycznym
Pracę pedagogiczną rozpoczął jeszcze w czasie studiów, w 1964, w Państwowej Szkole Muzycznej im. Feliksa Nowowiejskiego w Kwidzynie, by od 1966 na przeszło 50 lat związać się z Ogólnokształcącą Szkołą Muzyczną I i II st. im. Feliksa Nowowiejskiego w Gdańsku, w której prowadzi klasę wiolonczeli.
Praca w na uczelni
W 1972 został nauczycielem akademickim w Akademii Muzycznej w Gdańsku, gdzie przeszedł wszystkie szczeble akademickiej kariery naukowej od asystenta do profesora zwyczajnego. Przez kilka kadencji pełnił funkcje prodziekana i dziekana Wydziału Instrumentalnego, od 1996 – prorektora oraz kierownika Katedry Instrumentów Smyczkowych. W latach 2008–2012 był członkiem senatu AM w Gdańsku
Kursy i seminaria muzyczne
Był wykładowcą licznych seminariów i kursów mistrzowskich w dziedzinie gry na wiolonczeli i kameralistyki w Polsce (Olsztyn, Białystok. Warszawa, Wałbrzych, Gdańsk, Słupsk, Koszalin) i za granicą (Niemcy, Szwajcaria, Grecja, Finlandia, Rosja, Białoruś, Chile, Peru).

## Kariera naukowa
- 1983 – przewód artystyczny I stopnia (odpowiednik doktoratu)[5]
- 1985 – przewód artystyczny II stopnia (odpowiednik habilitacji)[5]
- 1993 – tytuł profesora zwyczajnego sztuk o sztukach pięknych[6]

Jako naukowiec zajmuje się poszukiwaniem zaginionych dzieł polskiej literatury wiolonczelowej i kameralnej, opracowując je do współczesnych wykonań. W grupie tych utworów znalazły się następujące dzieła:
- Ignacy Feliks Dobrzyński – Grand Trio,
- Ludomir Michał Rogowski – Suite Rapsodique
- Feliks Nowowiejski – Fantazja „Legenda Bałtyku”,
- Karol Skarżyński – Polonez, Scherzo-Caprice,
- Samuel Kossowski – Polonez z Introdukcją,
- Karol Kurpiński – 3 Polonezy,
- Antoni Rutkowski – Trio g-moll,
- Władysław Walentynowicz – Sonata breve na wiolonczelę i fortepian
- Franciszek Mirecki (1791–1862) – Trio F-dur na skrzypce, wiolonczelę i fortepian op. 22
- Wojciech Sowiński (1805–1880) – Trio h-moll op. 76 na fortepian, skrzypce i wiolonczelę (redakcja Anna Prabucka-Firlej, Paweł Kukliński i Krzysztof Sperski)
- Michał Kleofas Ogiński (1765–1833) – Trzy tańce na wiolonczelę i fortepian (transkrypcja: Krzysztof Sperski)
- Henryk Waghalter (1869–1961) – Gawot op. 5 & Gawot op. 12 na wiolonczelę i fortepian (redakcja: Krzysztof Sperski)
- Ferdynand Macalik (1887–1954) – Polonez na wiolonczelę i fortepian (redakcja: Krzysztof Sperski)
- Auguste Franchomme (1808–1884) – Nokturny Chopina z op. 55 na wiolonczelę i fortepian (redakcja Krzysztof Sperski)

## Wydawnictwa
- Z zagadnień wykonawczych kameralnej muzyki baroku (Anna Prabucka-Firlej, Krzysztof Sperski) Wydawnictwo Akademii Muzycznej im. Stanisława Moniuszki w Gdańsku, 1988
- Scherzo-caprice op. 13 na wiolonczele̜ i fortepian (Karol Skarżyński, Krzysztof Sperski), Polskie Wydawnictwo Muzyczne, 2003

Publikował w Zeszytach Naukowych i Pracach Specjalnych Wydawnictw Akademii Muzycznych w Gdańsku i Warszawie.

## Działalność koncertowa
Jako solista i kameralista występował w większości ośrodków muzycznych w kraju, wielu krajach Europy (Wielka Brytania, Holandia, Belgia, Dania, Szwecja, Finlandia, Rosja, Litwa, Białoruś, Ukraina, Mołdawia, Czechy, Rumunia, Bułgaria, Chorwacja, Włochy, Szwajcaria, Francja, Hiszpania, Austria), Chile, Peru i Iranie. W programach swoich koncertów zawsze umieszcza dzieła polskich kompozytorów, mając szczególne zasługi dla twórców Wybrzeża, których utwory wykonywał wielokrotnie. Dzięki niemu na estradach Europy i Ameryki Południowej zabrzmiały kompozycje Eugeniusza Głowskiego, Władysława Walentynowicza, Henryka Jabłońskiego, Kazimierza Guzowskiego, Cezarego Paciorka, Honoraty Łopaszyńskiej i Marka Czerniewicza. W 1977 wraz z Anną Prabucką-Firlej (fortepian) i Markiem Schillerem (klarnet) założył TRIO GDAŃSKIE, z którym odnosił swoje największe artystyczne sukcesy. Uczestniczył w wielu renomowanych festiwalach muzycznych takich, jak Kołobrzeskie Wieczory Wiolonczelowe, Poznańska Wiosna Muzyczna, Międzynarodowy Festiwal Muzyki Kameralnej w Płowdiwie, Warneńskie Lato, Mousikis Imeres w Salonikach, Music for Visitors w Helsinkach, Nordelbische Internationale Sommerkonzerte, Mattheiser Herbstkonzerte. Z zespołem dokonał nagrań radiowych i telewizyjnych, wydał 3 płyty CD.

## Nagrania
- Skarby muzyki Gdańska (XX w.). Poza kalendarzem, Futurex Classics – 1997[7]
- Musik Treasures of Old Gdansk (20th Century) „Skarby muzyki Gdańska” (XX wiek) – 2003

## Inna działalność
Brał udział w pracach jury międzynarodowych i krajowych konkursów muzycznych – m.in. Gdańsk, Sztokholm, Hamburg, Łódź, Poznań, Wrocław, Ústí nad Orlici.
Organizator cyklów koncertowych
Od 1974 jest organizatorem cotygodniowych koncertów pt. „Czwartkowe Wieczory Muzyczne” w Dworku Sierakowskich w Sopocie), podczas których wystąpili najwybitniejsi artyści polscy i zagraniczni, utalentowani studenci i uczniowie szkół muzycznych. Także jego dziełem są „Koncerty na Zamku w Bytowie” odbywające się regularnie od 1982 oraz „Letnie Koncerty Organowe i Kameralne” w Kolegiacie w Kartuzach od 1983.
Członkostwo w organizacjach społecznych
- Towarzystwo przyjaciół Sopotu[10] (jako jeden z dwudziestu członków założycieli Towarzystwa),
- Stowarzyszenie Polskich Artystów Muzyków
- Towarzystwo im. Fryderyka Chopina, koło w Gdańsku
- Towarzystwo Muzyczne im. Karola Kurpińskiego we Włoszakowicach[11][12]
- Stowarzyszenie „Klub Dżentelmena” zrzeszające laureatów plebiscytu na dżentelmena roku[13]

## Ordery i odznaczenia
- Krzyż Kawalerski Orderu Odrodzenia Polski (2002)
- Złoty Krzyż Zasługi (1985)
- Złoty Medal za Długoletnią Służbę (2021)
- Srebrny Medal „Zasłużony Kulturze Gloria Artis” (2019)[14]
- Brązowy Medal „Zasłużony Kulturze Gloria Artis” (2009)[14]
- Medal Komisji Edukacji Narodowej (2001)
- Medal Księcia Mściwoja II (2010)[15]
- Odznaka „Zasłużony Działacz Kultury” (1978)
- Odznaka „Za zasługi dla Gdańska” (1981)
- Medal Wojewody Gdańskiego „Sinit sua premia laudi” (2004)
- Medal Zasłużonym Ziemi Bytowskiej (1989)
- Medal 650-lecia Miasta Bytowa (2002)
- Medal SPAM „Za zasługi dla muzyki polskiej” (2017)

## Nagrody i wyróżnienia
- Sopocka Muza (2004)[16]
- Nagroda Prezydenta Miasta Gdańska w Dziedzinie Kultury z okazji jubileuszu 55-lecia pracy artystycznej (2010)[17]
- Plakieta Marszałka „De nihilo nihil fit” (2014)
- Nagroda Prezydenta Miasta Gdańska w Dziedzinie Kultury z okazji jubileuszu 75. urodzin (2017)[17]
- Honorowy Obywatel Sopotu (2022)[18]

Źródło:.